# Fear Inoculum (singolo)
Fear Inoculum è un singolo del gruppo musicale statunitense Tool, pubblicato il 7 agosto 2019 come unico estratto dall'album omonimo.

## Descrizione
Traccia d'apertura dell'album, si tratta del primo brano inedito dai tempi di 10,000 Days, pubblicato dal gruppo nel 2006.
Il singolo ha esordito alla posizione 93 della Billboard Hot 100, divenendo, con i suoi oltre dieci minuti di durata, il più lungo della storia ad entrare in classifica.

## Tracce
1. Fear Inoculum – 10:21

## Formazione
Gruppo
- Maynard James Keenan – voce
- Adam Jones – chitarra
- Justin Chancellor – basso
- Danny Carey – batteria

Produzione
- Tool – produzione
- Joe Barresi – registrazione, missaggio
- Jun Murakawa – assistenza tecnica
- Morgan Stratton – assistenza tecnica
- Kevin Mills – assistenza tecnica
- Garrett Lubow – assistenza tecnica
- Wesley Seidman – assistenza tecnica
- Scott Moore – assistenza tecnica
- Greg Foeller – assistenza tecnica
- Bob Ludwig – mastering (CD, download digitale)
- Chris Bellman – mastering (LP)
- Mat Mitchell – tracker aggiuntivo
- Tim Dawson – tracker aggiuntivo
- Andrew Means – tracker aggiuntivo

## Classifiche
| Classifiche (2019)               | Posizione massima |
| -------------------------------- | ----------------- |
| Belgio (Fiandre)                 | 57                |
| Canada                           | 76                |
| Canada (rock)                    | 25                |
| Nuova Zelanda                    | 40                |
| Regno Unito (rock & metal)       | 13                |
| Scozia                           | 76                |
| Stati Uniti                      | 93                |
| Stati Uniti (alternative)        | 30                |
| Stati Uniti (digital)            | 8                 |
| Stati Uniti (hard rock digital)  | 1                 |
| Stati Uniti (mainstream rock)    | 2                 |
| Stati Uniti (rock & alternative) | 3                 |
| Stati Uniti (rock airplay)       | 11                |
| Stati Uniti (rock digital)       | 1                 |
| Stati Uniti (rock streaming)     | 11                |

## Date di pubblicazione
| Paese       | Data di pubblicazione | Formato           |
| ----------- | --------------------- | ----------------- |
| Mondo       | 7 agosto 2019         | Download digitale |
| Stati Uniti | 13 agosto 2019        | Airplay           |